# Blake Harrison
Blake Harrison Keenan (Peckham, 22 de julho de 1985), é um ator inglês.Ele é mais conhecido por interpretar Neil Sutherland na sitcom The Inbetweeners.

## Filmografia

### Cinema
| Ano  | Título                     | Papel           |
| ---- | -------------------------- | --------------- |
| 2010 | Reuniting the Rubins       | Nick            |
| 2011 | Mancrush                   | Will            |
| 2011 | The Inbetweeners - O Filme | Neil Sutherland |
| 2014 | Keeping Rosy               | Roger           |
| 2014 | Queen of Diamonds          | Bench Guy       |
| 2014 | The Inbetweeners 2         | Neil Sutherland |
| 2016 | Dad's Army                 | Private Pike    |

### Televisão
| Ano            | Título                                           | Papel           |
| -------------- | ------------------------------------------------ | --------------- |
| 2008           | The Bill                                         | Pete Monks      |
| 2008–2010      | The Inbetweeners                                 | Neil Sutherland |
| 2010–2011      | Him & Her                                        | Barney          |
| 2010–2012 2016 | The Increasingly Poor Decisions of Todd Margaret | Dave            |
| 2011           | Day of the Match Aka Halftime                    | Danny           |
| 2011–2012      | White Van Man                                    | Ricky           |
| 2012           | Bleak Old Shop of Stuff                          | Smalcolm        |
| 2012           | Comedy Showcase                                  | Steve Lawson    |
| 2012           | Them From That Thing                             | Various roles   |
| 2013           | Way to Go                                        | Scott           |
| 2013           | Big Bad World                                    | Ben Turnbull    |
| 2014           | Edge of Heaven                                   | Alfie           |
| 2014           | Homeboys                                         | David           |
| 2015           | Tripped                                          | Danny           |
| 2015–presente  | Bob, o Construtor                                | Scoop (voz)     |
| 2016           | Houdini and Doyle                                | Lyman Biggs     |